# Елена Владимировна
Елена Владимировна (17 януари 1882 – 13 март 1957) е руска велика княгиня и гръцка принцеса, съпруга на принц Николас Гръцки.

## Биография
Елена Владимировна е родена на 17 януари 1882, в Царское село, Русия. Дъщеря е на великия княз Владимир Александрович и Мария Павловна Мекленбургска.
През 1900 г. Елена Владимировна получава предложение за брак от гръцкия принц Николас, син на гръцкия крал Георгиос I и великата руска княгиня Олга Константиновна, но против този брак първоначално се обявява амбициозната ѝ майка, Мария Павловна, тъй като принц Николас е по-малък син на гръцкия крал и няма шансове да наследи престола на Гърция. Едва през 1902 г. Мария Павловна се съгласява да омъжи дъщеря си за гръцкия принц поради липса на по-добри предложения.
Бабата на Елена Владимировна, императрицата-майка Мария Александровна, много пъти забелязва, че безцеремонността и високомерието на Елена отблъскват хората. Въпреки че надменноста на Елена наистина е отблъскваща за много хора, бракът ѝ с принц Николас е щастлив. Двамата имат три дъщери. И трите дъщери на Елена Влаимировна са известни със своята красота.
През 1938 г. Елена Владимировна овдовява, след като съпругът ѝ умира внезапно от сърдечен пристъп. Тя умира на 13 март 1957 г. в Гърция.

## Деца
- Принцеса Олга
- Принцеса Елизавета
- Принцеса Марина